# Ipernova

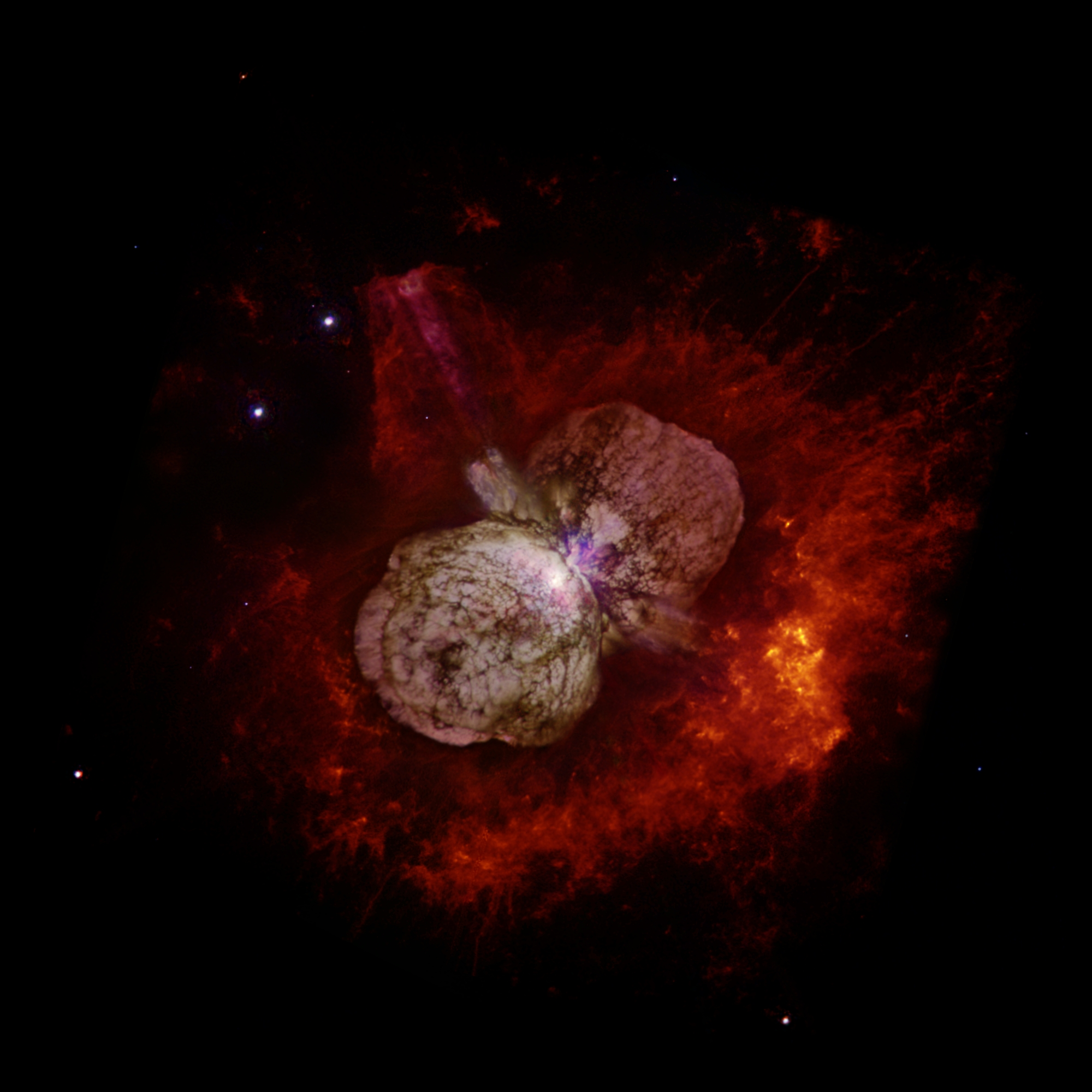
Eta Carinae, probabile futura candidata a diventare un'ipernova.

Un'ipernova è un'ipotetica esplosione stellare simile alla supernova ma con un rilascio di energia almeno 100 volte superiore. Alcune stelle eccezionalmente grandi al momento della loro morte potrebbero produrre un'ipernova, ad esempio stelle collapsar. Ne sono state rilevate poche fino a oggi, di conseguenza rare sono state le possibilità di studiarne i diversi comportamenti. Sono chiamate a volte anche supernove superluminose, sebbene tale classificazione includa anche altri tipi di esplosioni stellari estremamente luminose ma che hanno origini diverse.
La celeberrima stella Eta Carinae è una delle candidate a produrre un'ipernova.

## Caratteristiche
In un'ipernova le energie in gioco raggiungono valori talmente elevati da poter essere paragonate alla potenza dei raggi cosmici, e si sospetta che i gamma ray burst (GRB) altro non siano che le conseguenze di esplosioni di ipernove. Il satellite ROSAT ha trovato, nella radiazione X, presso la galassia M101 due bolle in forte espansione; una di queste toccava la velocità di 350 km/s, e la sua forza superava di 10 volte quella dell'esplosione di una supernova.
Si ritiene che ciò sia provocato dall'esplosione di una stella molto massiccia, quando il suo nucleo metallico collassa su sé stesso per formare un buco nero; il tutto comincerebbe a ruotare così rapidamente che il campo magnetico diverrebbe sufficientemente grande da poter espellerlo nel tempo di pochi secondi e creare i gamma ray burst, e dal loro stesso studio si potrebbe arrivare alla conclusione che le due entità siano la stessa cosa.

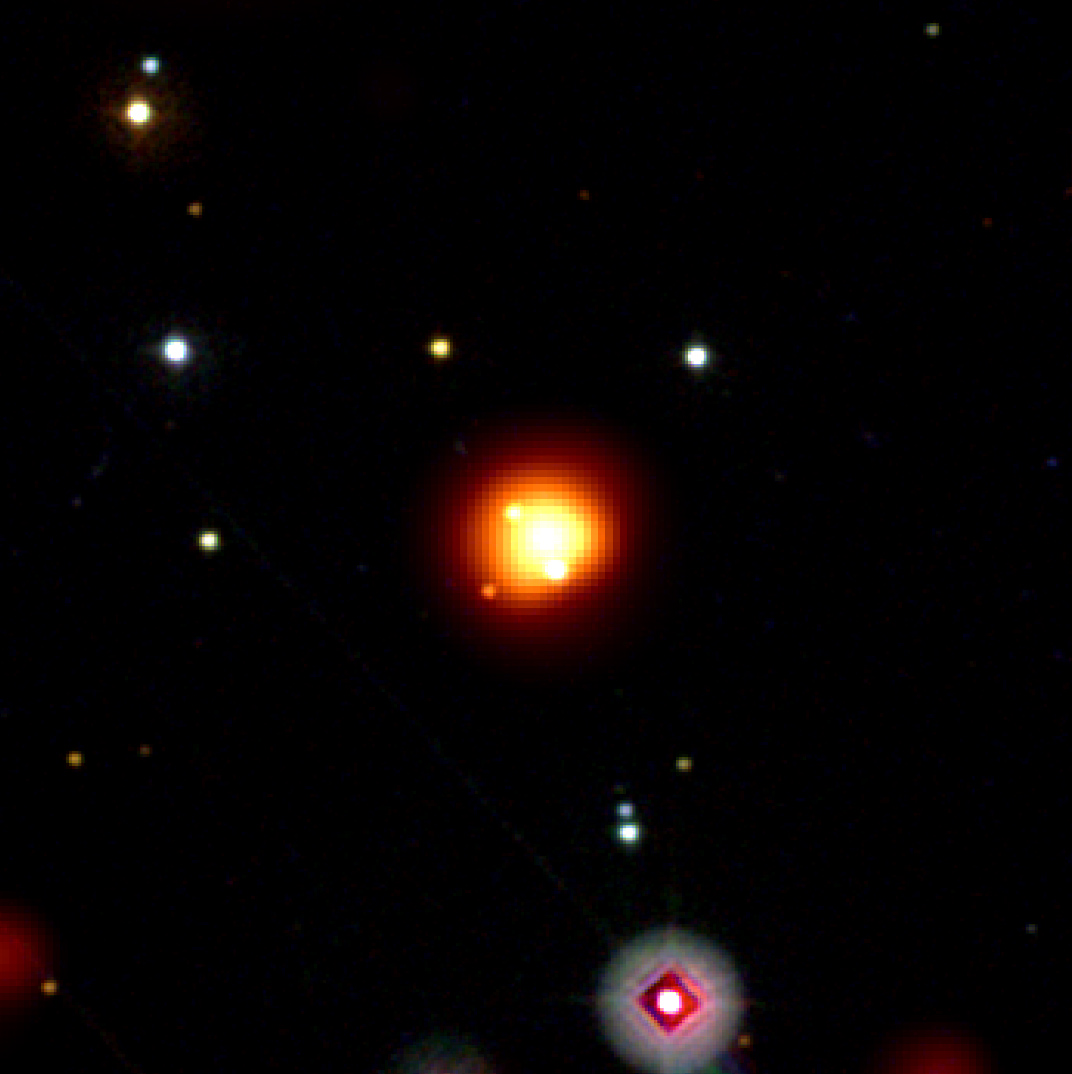
Lampo di luce del GRB 080913

Queste intense emissioni di energia provengono da qualunque direzione del cielo si osservi, segno questo di una distribuzione uniforme di questi oggetti; questa energia arriva, a volte, ad essere un milione di miliardi di volte maggiore di quella che emette il nostro Sole.
Con l'entrata in opera del satellite Beppo-SAX, sono aumentate di molto le conoscenze al riguardo di questi fenomeni: infatti, entro poche ore, si riesce a stabilire la direzione di provenienza dei GRB, e ciò consente di poter rilevare i dati di quello che rimane dell'avvenuta esplosione. I possibili meccanismi che causano tutto ciò possono essere due: l'esplosione di una ipernova o la collisione fra due oggetti compatti, stelle di neutroni o buchi neri. La prima ipotesi vuole che i GRB siano l'effetto dell'esplosione di una stella di grande massa, più potente di quella di una supernova, per cui è stato coniato questo termine (ipernova), e ciò che rimane alla fine dell'esplosione è un buco nero.

L'analisi di questi residui ha stabilito che il fenomeno avviene al di fuori della nostra galassia, ad una distanza da noi superiore ai 10 miliardi di anni luce, quindi lo studio di queste emissioni ci permette di approfondire le conoscenze dell'universo quando era ai primordi della propria esistenza.

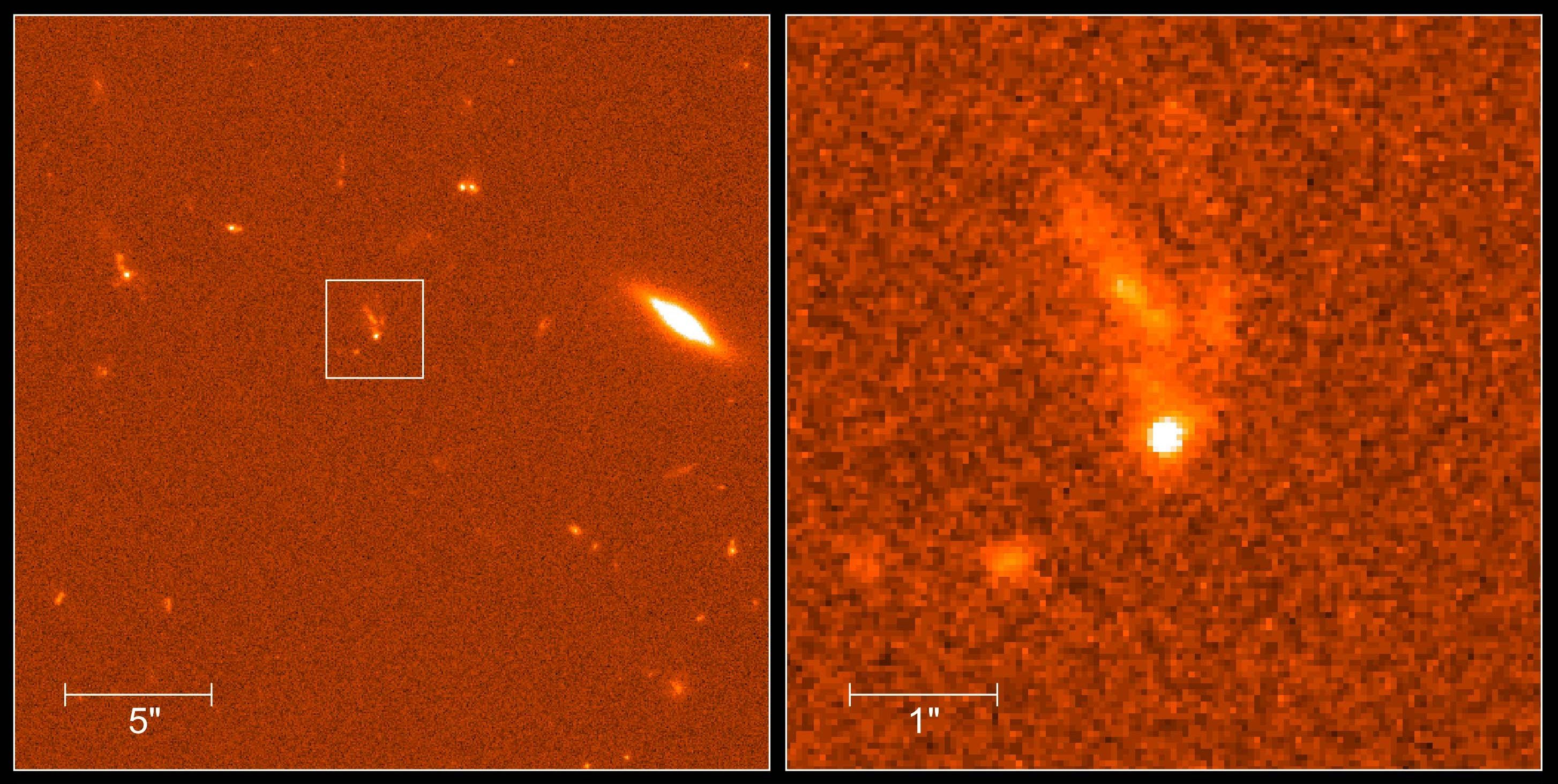
Afterglow del gamma ray burst GRB 990123

## Stelle collassanti (Collapsar)
In un'ipernova, il nucleo della stella collassa direttamente in un buco nero, e due getti di plasma estremamente energetici sono emessi dai poli di rotazione, ad una velocità quasi pari a quella della luce. Questi getti emettono raggi gamma molto intensi, e sono una delle possibili spiegazioni per i lampi gamma. Dal momento che nel cosmo stelle con massa sufficiente per collassare rapidamente in un buco nero sono poco comuni, le ipernove risulteranno essere altrettanto rare. È stato stimato che nella nostra galassia una ipernova esploda ogni 200 milioni di anni.